# Contea di Soleto
La Contea di Soleto nacque nel 1055, assieme a quelle di Nardò e Lecce, con la conquista normanna della Puglia da parte di Roberto il Guiscardo della famiglia Altavilla e la creazione del principato di Taranto con il figlio Boemondo I nel 1088.
Comprendeva con l'organizzazione territoriale voluta da Manfredi di Sicilia, gli attuali comuni di Soleto, Galatina, Zollino, Aradeo, Cutrofiano, Sternatia, Collepasso, Bagnolo del Salento, Torrepaduli, Castrignano de' Greci e Sogliano Cavour. Confinava a nord con i territori demaniali di Lecce, ad ovest con la contea di Nardò, ad est con i territori della città demaniale di Otranto ed a sud con la baronia di Casarano.

## Origini

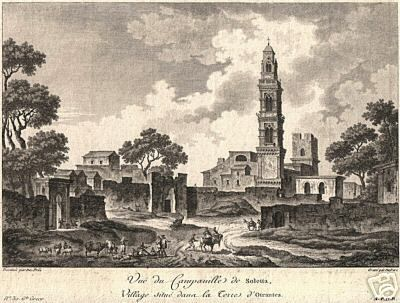
Una veduta di Soleto nel Settecento

La divisione del territorio in contee operata dai Normanni era legata a una rigida struttura amministrativa. Il conte infatti amministrava la giustizia e riscuoteva le tasse in nome del re.
La contea era anche una organizzazione militare perché ogni conte partecipava con uomini e risorse proprie all'esercito normanno. Uniche vestigia del periodo normanno, nella contea di Soleto, sono i ruderi di una torre circolare ora inglobati nei primi due ordini della Guglia di Raimondello Orsini del Balzo. Il re normanno Tancredi (1138-1194), conte di Lecce, nel 1192 nominò a capo delle contee i suoi cavalieri più fidati.
Il Catalogus Baronum, redatto verso la metà del XII secolo, aveva censito nel distretto feudale di Soleto, cinque corpi feudali di collazione regia: Soleto, Galatina, Zollino, Sternatia, Sogliano Cavour.
Alla morte di Federico II, nel 1250, il figlio terzogenito di questi, Manfredi, diventa principe di Taranto e nel 1258 Re di Sicilia. 
I primi conti di Soleto di cui si conosce il nome vengono nominati da Manfredi stesso. Il primo fu Gervasio de Persona nel 1251 al quale succede nel 1266 il figlio Glicerio de Persona. I De Persona-De Matino sono signori, alti dignitari della corte reale e signori di Matino, di Tuglie e Seclì, di Ceglie del Gualdo, di Castellaneta, di Mottola, delle terre di Monte Fellone, di Martina Franca, del casale di San Pietro in Galatina, di Maglie, Giurdignano, Palmariggi, Juvanello, Moricio e Serrano (Terra dotalis Glicerii de Matino videlicit in Jurdiniano)
Glicerio De Matino comandò l'Assedio di Gallipoli, caduta la città nell'aprile 1269 ad opera delle truppe angioine, fu catturato e condannato a morte da Carlo I d'Angiò. La sentenza di morte fu eseguita a Brindisi il 22 aprile 1269. I possedimenti che deteneva furono confiscati e ceduti ad Anselin de Toucy. 

## Comes Soleti

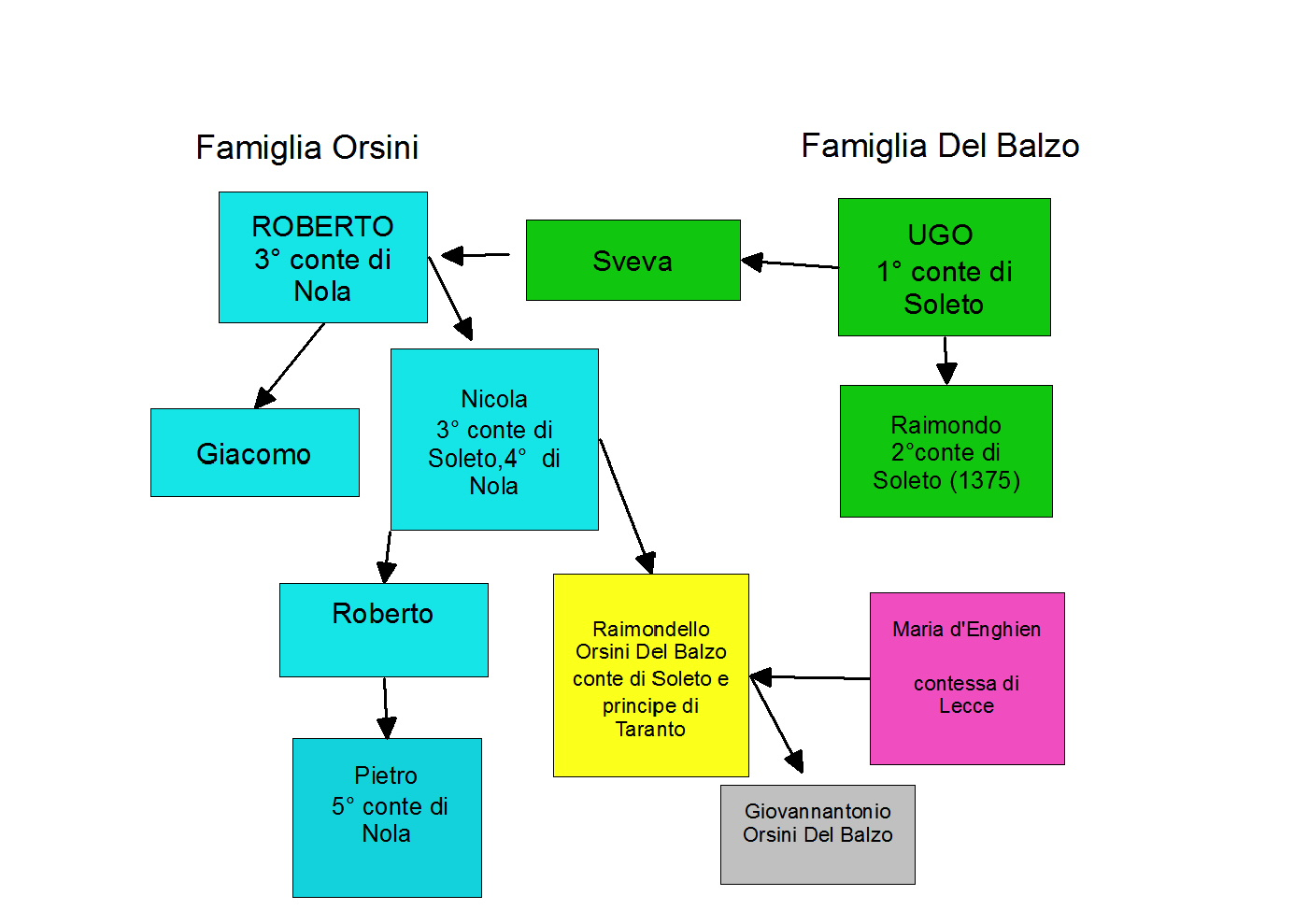
Nascita della famiglia del Balzo Orsini

Nel 1277 questo titolo passò al fratello Philippe de Toucy, finché nel 1299, morto l'ultimo erede della famiglia senza figli, Filippotto, Carlo I d'Angiò cedette la Contea di Soleto ad Ugo del Balzo, venuto al suo seguito dalla Francia. Alla morte di Ugo, avvenuta nel 1319, gli succedette il primogenito Raimondo (1303-1375). Raimondo cinse la città di mura e acquistò i casali di Cutrofiano (che includeva il territorio dell'odierna Collepasso) e di Castrignano de' Greci.
Successivamente Nicolò Orsini (1331-1399), conte di Nola, la ereditò dallo zio Raimondo del Balzo (fratello della madre Sveva del Balzo) nel 1375 con la promessa di lasciarla a Raimondello e di unire i cognomi delle due famiglie premettendo a quello Orsini quello del Balzo. Raimondo Orsini Del Balzo, conosciuto anche come Raimondello era il secondogenito di Nicola Orsini. Fu Conte di Soleto (1382), Duca di Benevento (1385-1401), Principe di Taranto (1393-1406), Conte di Lecce (1401-1406), Duca di Bari, Gran Connestabile del Regno di Napoli, Gonfaloniere della Sacra Romana Chiesa. Sposò Maria d'Enghien, (1367-9 maggio 1446), contessa di Lecce, che dopo la morte del marito continuò ad interessarsi concretamente di Soleto, sotto gli aspetti architettonici ed artistici, urbanistici, sociali ed amministrativi. Dopo la morte di Raimondello, Maria completò l'ultimo ordine della Guglia, collaborò per molteplici opere d'arte come la cappella di San Leonardo e la cappella di Santa Lucia (oggi inesistenti) e commissionò diversi affreschi della chiesetta di Santo Stefano.
Alla sua morte i domini vennero ereditati dal figlio primogenito Giovanni Antonio. Dopo che questi fu ucciso dai sicari del re Ferrante d'Aragona, questi fece sue le ricchezze degli Orsini compresa la contea di Soleto.

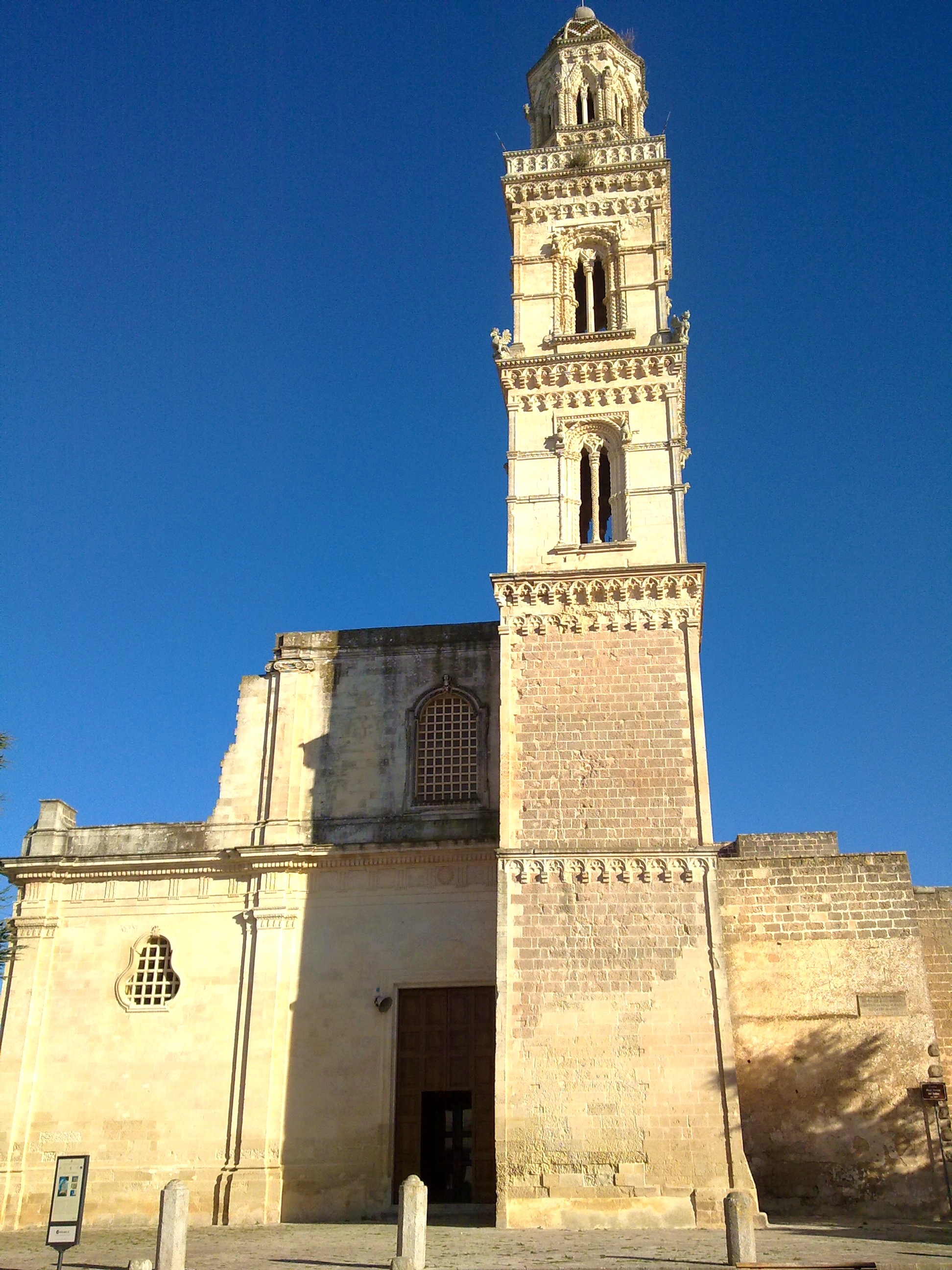
Guglia di Raimondello a Soleto

## Periodo Aragonese/Spagnolo
Nel 1479 viene sottomessa a Lodovico Fregoso il cui stemma del castello con tre torri compare sul portale di palazzo Gervasi con le iniziali L.C. Nel 1485 la contea andò alla famiglia Castriota Scanderbeg: prima a Giovanni Scanderbeg, e poi a suo figlio Ferrante. L'unica figlia naturale del duca Ferrante, Irene, portò la contea di Soleto nella famiglia Sanseverino grazie al matrimonio di lei con il principe Pietro Antonio Sanseverino, nel 1539.
I Sanseverino rimasero fino al 1606 ed una loro rappresentazione pittorica si trova nel quadro della Madonna del Rosario nella Chiesa Matrice di Soleto dove, probabili committenti dell'opera dopo la battaglia di Lepanto, si possono vedere in basso a destra.
Alla famiglia Sanseverino seguì Giovan Vincenzo Carafa e dopo di lui nel 1613 Ettore Brayda. Infine, nel 1615, venne acquistata per 92.000 ducati dalla famiglia genovese degli Spinola, con Giovan Battista. Nel 1741 Maria Teresa Spinola sposò il milanese Giovanni Battista Gallarati Scotti ed il loro nipote Carlo fu l'ultimo conte di Soleto fino al 1806, anno in cui fu soppressa la feudalità.

## I conti di Soleto
- Periodo Normanno
- Periodo Svevo
  - 1251-1266 - Gervasio de Persona Investito da Manfredi di Sicilia.
  - 1266-1268 - Glicerio de Persona figlio di Gervasio
- Periodo Angioino:
  - 1271-1273 - Anselin de Toucy.
  - 1273-1290 - Philippe de Toucy fratello di Anselin.
  - 1290-1301 - Filippotto de Toucy, senza eredi.
- Famiglia del Balzo -Baux (Francia):
  - 1301-1319 - Ugo del Balzo (1283-1319) Investito da Carlo II. morto in battaglia e sepolto in Alessandria nella Chiesa dei frati minori.
  - 1319-1375 - Raimondo del Balzo (1303-1375), primogenito di Ugo, acquistò Cutrofiano e Castrignano dei Greci, sepolto nella Chiesa di Santa Chiara a Napoli.[5]
  - 1375-1382 - Nicola Orsini (1331-1399), nipote di Raimondo del Balzo (figlio della sorella di Raimondo e di Roberto Orsini).
  - 1382-1406 - Raimondo Orsini del Balzo (1361-1406), secondogenito di Nicola.
  - 1406-1446- Maria d'Enghien (1367-1446) contessa di Lecce acquistò nel 1406 Aradeo, Bagnolo del Salento e Torrepaduli donandoli come rendita all'Ospedale di Galatina.
  - 1446-1463 - Giovanni Antonio Orsini Del Balzo (1386-1463), figlio di Maria d'Enghien e Raimondello Orsini Del Balzo.
  - 1463 - Bertoldo Orsini Del Balzo, figlio di Giovanni Antonio.
- demanio regio
  - 1479 - Ludovico Campofregoso (1415-1489) doge genovese in esilio presso il re di Napoli dal 1468 al 1478 come ammiraglio.
- Periodo Aragonese/Spagnolo
- Famiglia Castriota - Albania:
  - 1485-1505 - Giovanni Castriota (1455-1505) figlio di Giorgio conte di Soleto e 1º duca di San Pietro in Galatina.
  - 1505-1539 - Ferrante (Ferdinando) Castriota (1485-1561) sposa Andreina Acquaviva dei duchi di Nardò.
- Famiglia Sanseverino - Napoli:
  - 1539-1565 - Erina (Irene) Castriota (1510-1565) sposa Pietro Antonio Sanseverino (1508-1559).
  - 1565-1606 - Niccolò Bernardino Sanseverino (1541-1606) sposa Isabella della Rovere.
- vendita dei beni Sanseverino
  - 1606 - Giovan Vincenzo Carafa acquistò per 102.000 ducati rivendendo poi a Spinola per 92.000.
  - 1613 - Ettore Brayda marchese di Lavello, conte di Alessano e Neviano dal 1571, nominato da re Filippo IV marchese di Soleto nel 1613 (perdette poi il titolo perché insolvente ritornando la proprietà a G.V.Carafa).
- Famiglia Spinola - Genova
  - 1615-1625 - Gio.Battista Spinola (1575-1625) detto G.B. acquistò con Borgagne ed altri casali.
  - 1625-1666 - Gio.Maria Spinola (1602-1666) primogenito senza eredi
  - 1666-1727 - Francesco Maria Spinola (1659-1727) nipote di G.B. figlio di Gio.Filippo(1610-1660) e Veronica Spinola erede del feudo di Molfetta acquistato dal padre Luca Spinola per 170.000 ducati.
  - 1727-1753 - Gio.Filippo Spinola (1677-1753) duca di S.Pietro e principe di Molfetta.
  - 1753-1754 - Francesco Maria (1712-1754) primogenito di Gio.Filippo
  - 1754-1784 - Gio.Giuseppe Maria Spinola (1714-1784) secondogenito di Gio.Filippo senza eredi
  - 1784-1794 sorella Maria Teresa Spinola (1720-1794) sposata dal 1741 con Gio.Battista Gallarati Scotti (1720-1777)
- Famiglia Gallarati Scotti - Milano:
  - 1794-1806 - Carlo Gallarati Scotti ultimo conte di Soleto (1775-1840) figlio di Giuseppe (1750-1786) e nipote di Maria Teresa Spinola.

Il conte di Soleto, Carlo Gallarati Scotti, risiedeva a Milano ed occupava soltanto il 16°
posto tra i contribuenti del Comune. La sua abitazione era nell'Isola Castello ai numeri civici 204-205-206, composta da “9 membri oltre i diruti”, da “un giardino di 3 stoppelli”, da “cortile e
giardino”, da “magazzino e giardinetto”, mentre al numero 219 aveva un “trappeto diruto”.
Possedeva ancora, sparsi per il territorio soletano, 3,2 tomoli di oliveto di I classe e
4,1 di II classe, ed inoltre 13,7 ½ di seminativo di I classe, 36,2 di II classe, 1,4 di erboso pietroso di I classe. Aveva infine un acquario al “lago Ungula”.

## Casali e terre della Contea

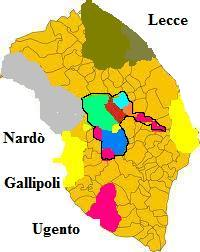
Contea di Soleto: 1406 massima espansione

- 1292 La Contea di Soleto includeva S. Pietro in Galatina, Sogliano, Sternatia, Zollino.
- 1319 Raimondo del Balzo vi aggiunse i casali di Cutrofiano (incluso l'odierno Collepasso) e Castrignano dei Greci.
- 1406 Maria d'Enghien alla morte del marito Raimondello acquistò Aradeo, Bagnolo del Salento e Torrepaduli (oggi frazione di Ruffano) assegnando le rendite all'Ospedale annesso alla Chiesa di S. Caterina in Galatina.

Al centro della mappa la massima espansione della Contea di Soleto nel 1406.
- 1485 Dopo l'uccisione di Giovannantonio Orsini del Balzo, figlio di Raimondello, S. Pietro in Galatina fu staccato dalla contea di Soleto e diventò Ducato di S. Pietro anche se la proprietà del Ducato e della Contea di Soleto rimasero sempre uniti fino al 1806.
- 1485 Castrignano de' greci passò sotto il controllo di varie famiglie feudatarie come i Prato, gli Acaya, i Brayda, i Guarini, i Marescallo e infine fu di proprietà dei baroni Gualtieri.
- 1485 Cutrofiano fu venduta ai Capece che poi la cedettero nel 1664 ai Filomarini.
- 1485 Zollino passò di mano in mano fra le famiglie dei Gentile, Alifi, Sarlo, D'Aiello, Saraceno, Simonetta, Gomez Omen, Ghezzi, Villapiana, Granafei, Gaetani, Castromediano, Prato, Frisi, De Leon, De Pietravalida ed altre.
- 1593 Sternatia fu ceduta a Girolamo Personè nel 1593 e alla famiglia Cicala nel 1598. Dal 1733 appartenne ai marchesi Granafei.
- 1664 Sogliano fu acquistata dai Filomarini.